# Beatrice Lesslie
Hildur Annie Beatrice Lesslie, född Kylander 10 augusti 1890 i Örgryte församling, död 25 februari 1967 i Göteborgs Johannebergs församling, var en svensk industriidkare.  

## Biografi
Beatrice Lesslie föddes 1890 i Örgryte som enda barn till fångvårdstjänstemannen Axel Kylander och Hedvig Hansdotter. Hon växte upp i Johanneberg och gick flickskola i Göteborg. Hon var först anställd inom detaljhandel samt arbetade som kassörska. År 1917 gifte hon sig med Finlands konsul Otto Lesslie i Göteborg, som 1910 grundat företaget Konfektions AB Lesslie tillsammans med Alfred Heyman. Efter giftermålet började Beatrice Lesslie som medhjälpare i företaget. Beatrice Lesslie var för övrigt andra svenska kvinna att ta körkort vilket hon gjorde 1919.
Efter makens bortgång 1936 tog Beatrice Lesslie över som VD för Konfektionsaktiebolaget Lesslie. Vid övertagandet hade företaget 260 anställda och en omsättning på 1,8 miljoner. Under hennes tid som VD utvidgades tillverkningen. I mitten av 1950-talet tillverkades årligen 70 000 plagg till ett värde av ca 8 miljoner och antalet anställda var som högst ca 350 stycken. Senare hårdnande konkurrensen och företaget hade likt många andra i branschen problem med överkapacitet. Tillverkningen var under hennes tid som VD förlagd till Karl Johansgatan 60-62. Framförallt tillverkades damkappor, promenaddräkter och pälsar. Beatrice Lesslie var VD för bolaget fram till 1962 då hennes son Carl Otto Lesslie tog över.
Beatrice Lesslie var ledamot av styrelsen för Svenska konfektionsfabrikantföreningen 1940–1958, för Konfektionsindustriföreningen 1952–1961 och ledamot av Köpmannaföreningarnas ackordscentral i Göteborg.
Beatrice Lesslie var gift med konsul Otto Lesslie och de fick sonen Carl Otto Lesslie samt döttrarna Margareta och Aina Lesslie.

## Ideellt arbete
Beatrice Lesslie och hennes man var aktiva medlemmar i Föreningen Nordens västsvenska krets under det finska vinterkriget. Under kriget gav hon finska flyktingar i Stockholm underhåll och donerade även betydande summor pengar till Finlandsinsamlingen. Hon ansvarade för att ge uppehälle till finländska krigsskadade i Göteborg, samt för finska barn på Amundön. Hon tog även in norska flyktingar under andra världskriget till sitt eget hem i Lorensberg.
Hon var även vice ordförande i Göteborgs stads yrkesskolor 1944, och utförde administrativt arbete för Göteborgs praktiska kommunala mellanskola.

## Utmärkelser
För sina civila insatser under det Finska vinterkriget belönades Beatrice Lesslie med riddartecknet av I klass av Finlands Vita Ros’ orden och Finska vinterkrigets minnesmedalj i brons.

## Gata uppkallad efter Beatrice Lesslie
En gata i Göteborg har fått sitt namn efter henne. Gatan ligger i Högsbo, Frölunda .